# Minuskuł 28
Minuskuł 28 (wedle numeracji Gregory—Aland), ε 168 (von Soden) – rękopis Nowego Testamentu pisany minuskułą na pergaminie w języku greckim z XI wieku. Przechowywany jest w Paryżu.

## Opis rękopisu
Kodeks zawiera tekst czterech Ewangelii, na 292 pergaminowych kartach (23,1 cm na 18,7 cm).
Tekst rękopisu pisany jest jedną kolumną na stronę, w 19 linijek na stronę.
Tekst Ewangelii dzielony jest według κεφαλαια (rozdziały) oraz według Sekcji Ammoniusza, których numery umieszczono na marginesie. Sekcje Ammoniusza zostały opatrzone odniesieniami do Kanonów Euzebiusza. Tekst ewangelii zawiera τιτλοι (tytuły) do rozdziałów.

## Tekst
Grecki tekst Ewangelii Marka reprezentuje cezarejską tradycję tekstualną, w pozostałych Ewangeliach reprezentuje bizantyńską tradycję tekstualną. Aland tekst Ewangelii Marka zaklasyfikował do III kategorii, tekst pozostałych Ewangelii do kategorii V.

## Historia
Paleograficznie rękopis datowany jest na wiek XI.
Rękopis badał John Mill, Johann Jakob Wettstein, Scholz, Paulin Martin.
Obecnie przechowywany jest we Francuskiej Bibliotece Narodowej (Gr. 379) w Paryżu.
Jest cytowany w krytycznych wydaniach greckiego Novum Testamentum Nestle-Alanda (NA26, NA27).